# Famille Alduini
 (juillet 2024).
La famille Alduini est une famille patricienne de Venise, originaire de Lombardie et venue dans la lagune dès 863. Certains venaient d'Andros en 963. Ils vécurent surtout en Bavière.
À Venise, elle fqit construire avec d'autres l'Église San Fantin dès 965. La famille produit des tribuns antiques.
Elle fut admise au Maggior Consiglio en 1381. Elle s'éteint avec un Alvise en 1433.
Des membres de cette famille s'installer toutefois en Italie et en Europe, notamment en Lombardie et en Émilie, entre autres à Bologne au XVIIe siècle. Cette famille occupe des postes importants dans l'emploi public, les professions libérales, ecclésiastiques et les armées du XVIe siècle, entre autres en Bavière, à Milan, à Brescia.

## Armes

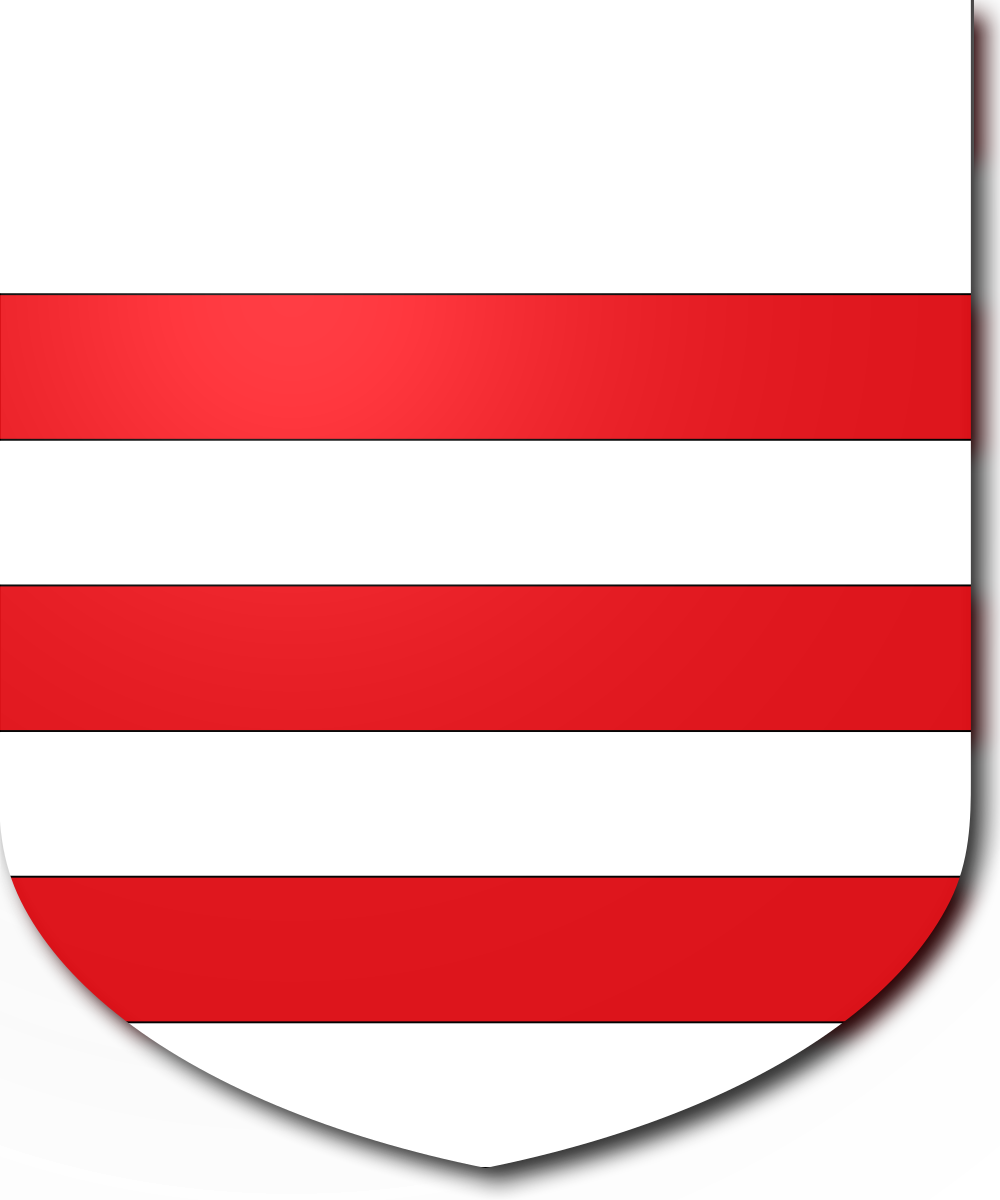
Armes des Alduini

Les armes des Alduini sont bandé de rouge et d'argent, avec la tête de la même.
Elles sont peintes dans l'Insignia Venetorum Nobilium.